# Exegi monumentum
Exegi monumentum (« J'ai érigé un monument ») est une ode d'Horace, qui conclut le troisième livre des Odes (Carm. III, 30). Elle est aussi appelée À Melpomène ( latin : Ad Melpomenem): Melpomène est traditionnellement considérée comme la muse de la tragédie, mais elle était à l’origine celle du chant en général.  

## Contenu
L'ode est composée de 16 vers asclépiades. 
Horace y porte un jugement sur sa vie et son œuvre.
Son point de départ est une comparaison avec une des sept Merveilles du monde : le monument érigé par le poète est « plus haut que le site royal des Pyramides » (regalique situ pyramidum altius). Il traite du thème de l'immortalité par l'œuvre poétique. Il se termine par un appel lancé à Melpomène pour qu'elle lui dresse une couronne de laurier. Selon certains analystes, la fin du poème contient également un appel à un mécène inconnu.     
Il a été souvent imité, dans la littérature européenne, de Ronsard à Mickiewicz
L'ode Exegi monumentum est précédée d'un texte d'un auteur égyptien antique inconnu, désigné par le titre Éloge des scribes ou Monument acheropoïète.